# Мегорская гряда
Мегорская гряда — гряда на северо-западе Вологодской области России. Расположена на территории Вытегорского района, к югу от Онежского озера.
Является водораздельной линией Балтийского и Каспийского морей. Рельеф холмистый и холмисто-грядовый, с множеством озёр, среди которых наиболее крупные — Куштозеро, Лухтозеро, Качозеро, Ундозеро. На территории находятся государственные природные заказники Куштозерский, Лухтозерский и Ежозерский. Наибольшая высота — 270 метров над уровнем моря.